# Polygonum obtusifolium
Polygonum obtusifolium är en slideväxtart som beskrevs av Täckh. & Boulos. Polygonum obtusifolium ingår i släktet trampörter, och familjen slideväxter. Inga underarter finns listade i Catalogue of Life.